# 6月23日
6月23日（ろくがつにじゅうさんにち）は、グレゴリオ暦で年始から174日目（閏年では175日目）にあたり、年末まであと191日ある。

## できごと

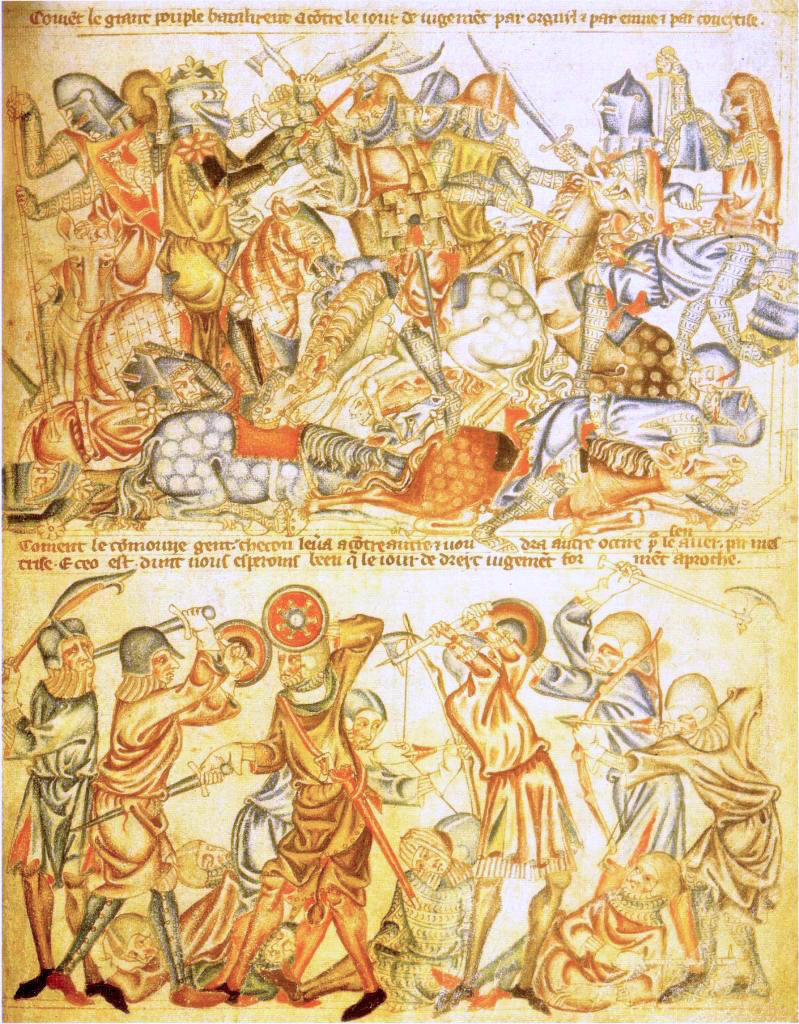
第一次スコットランド独立戦争、バノックバーンの戦い(1314)でスコットランドが決定的勝利

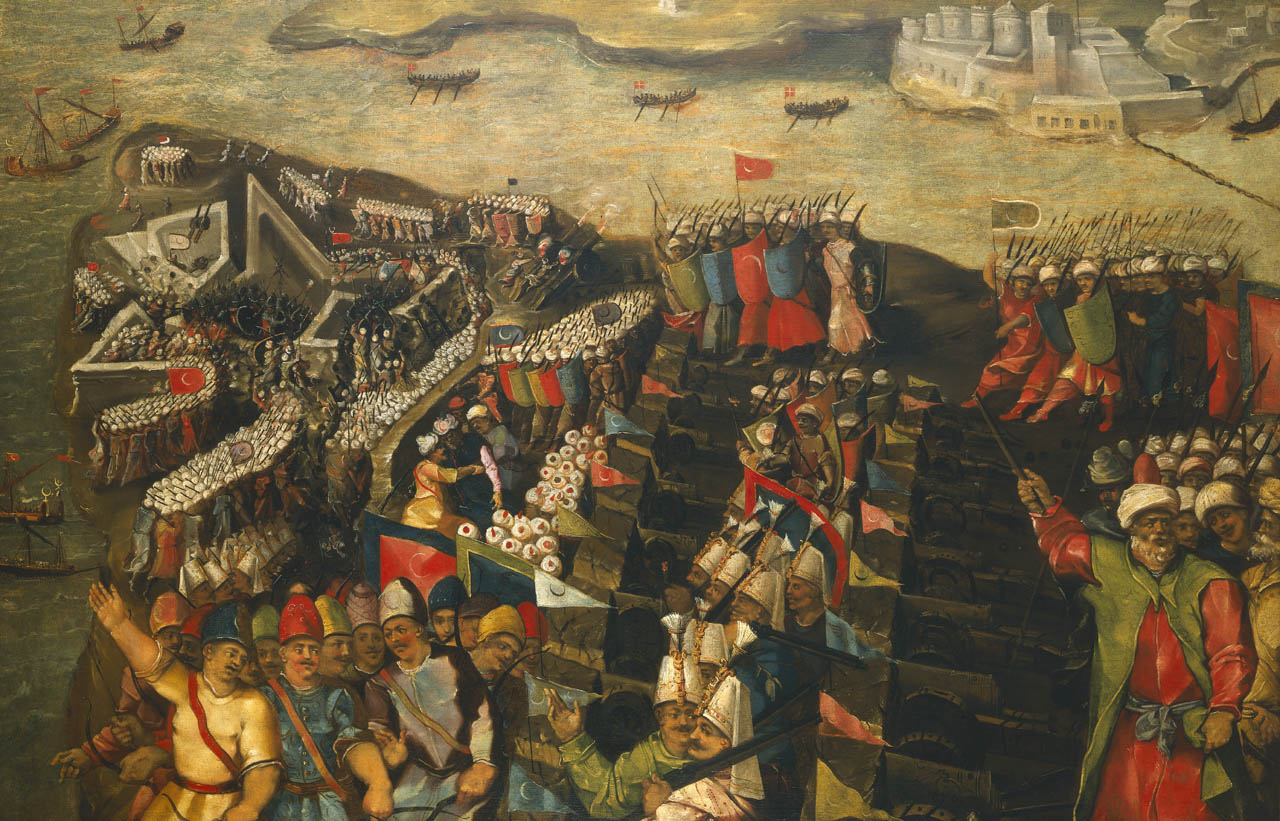
マルタ包囲戦、聖エルモ砦陥落するもトゥルグト・レイス戦死(1565)

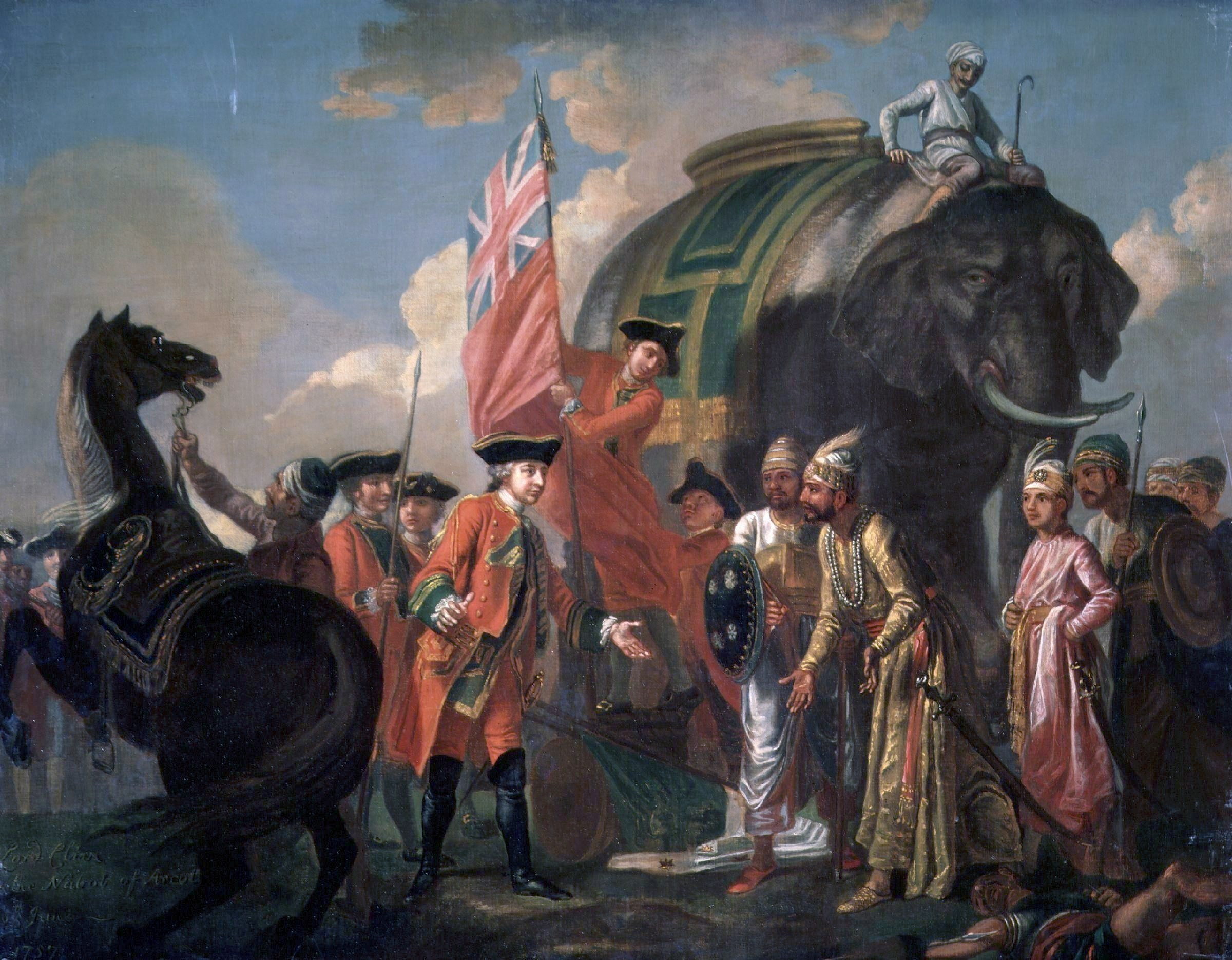
プラッシーの戦い(1757)、イギリスによるインド支配が確立。

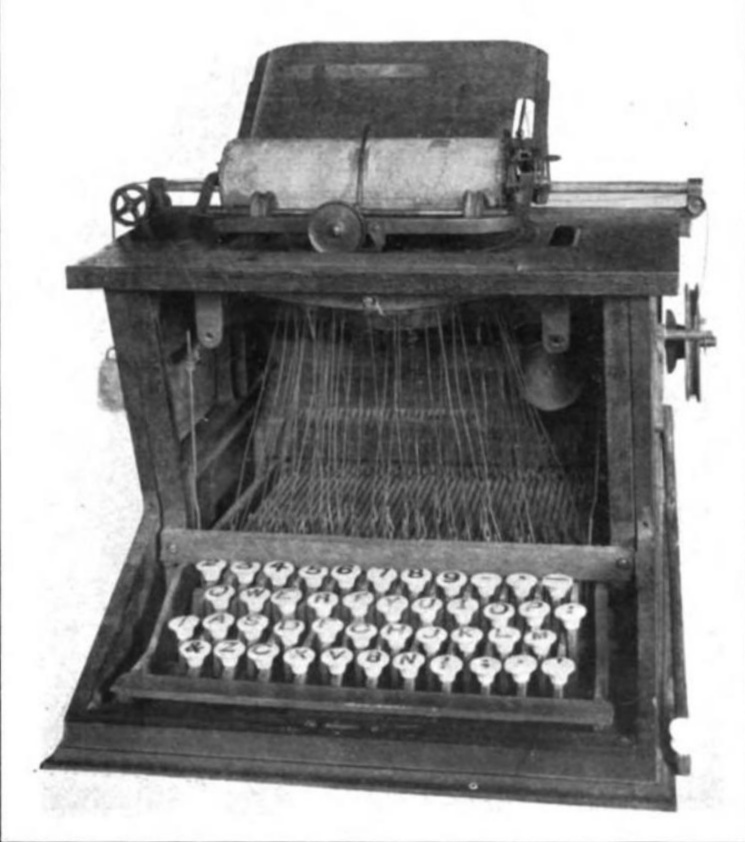
クリストファー・レイサム・ショールズ、タイプライターの特許を取得(1868)。画像は1873年のタイプライター。

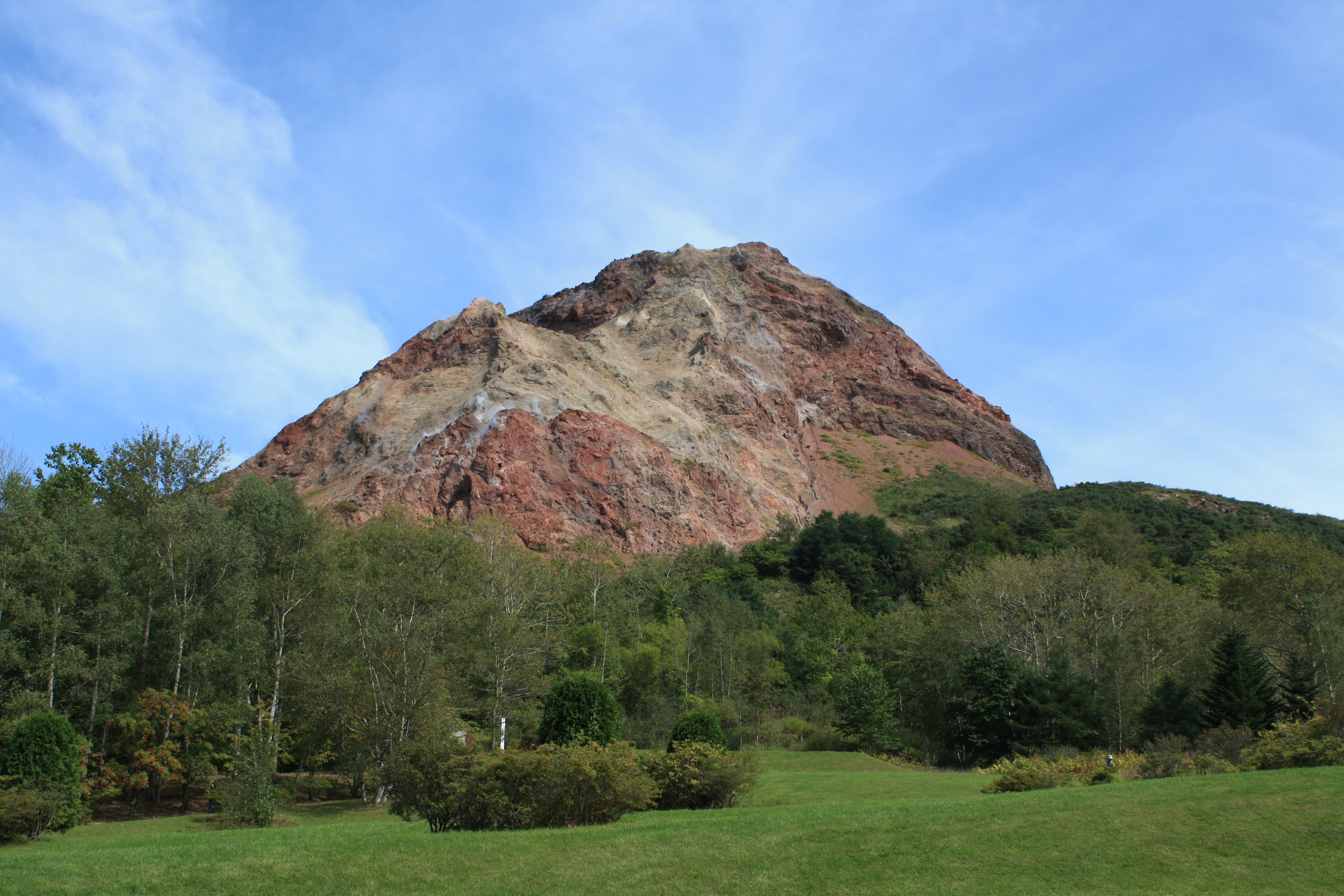
昭和新山誕生(1943)

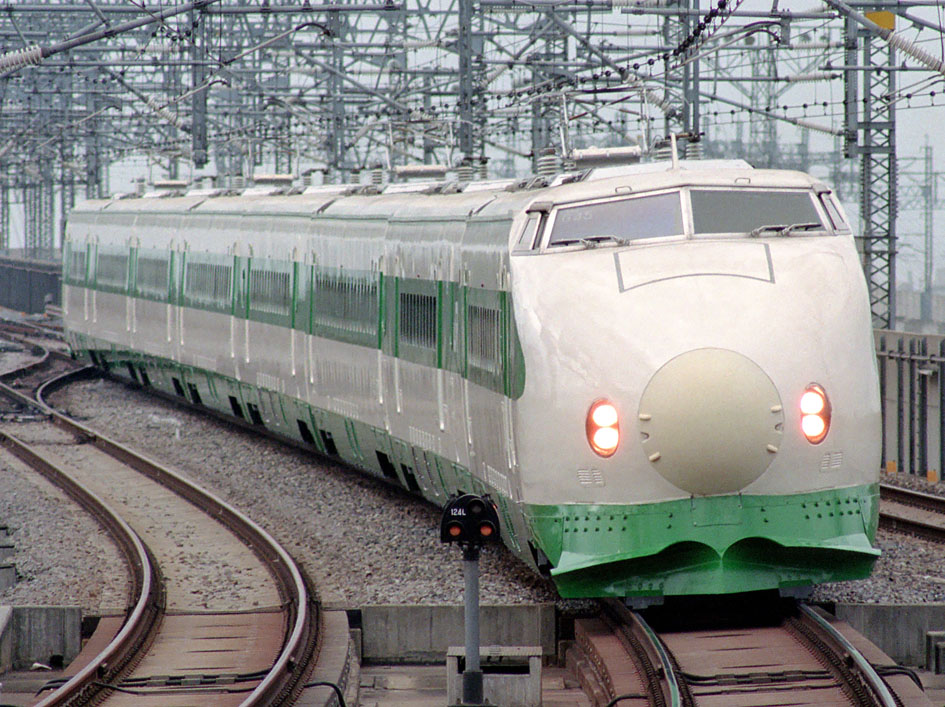
東北新幹線開業(1982)。画像は開業時の車両である200系。

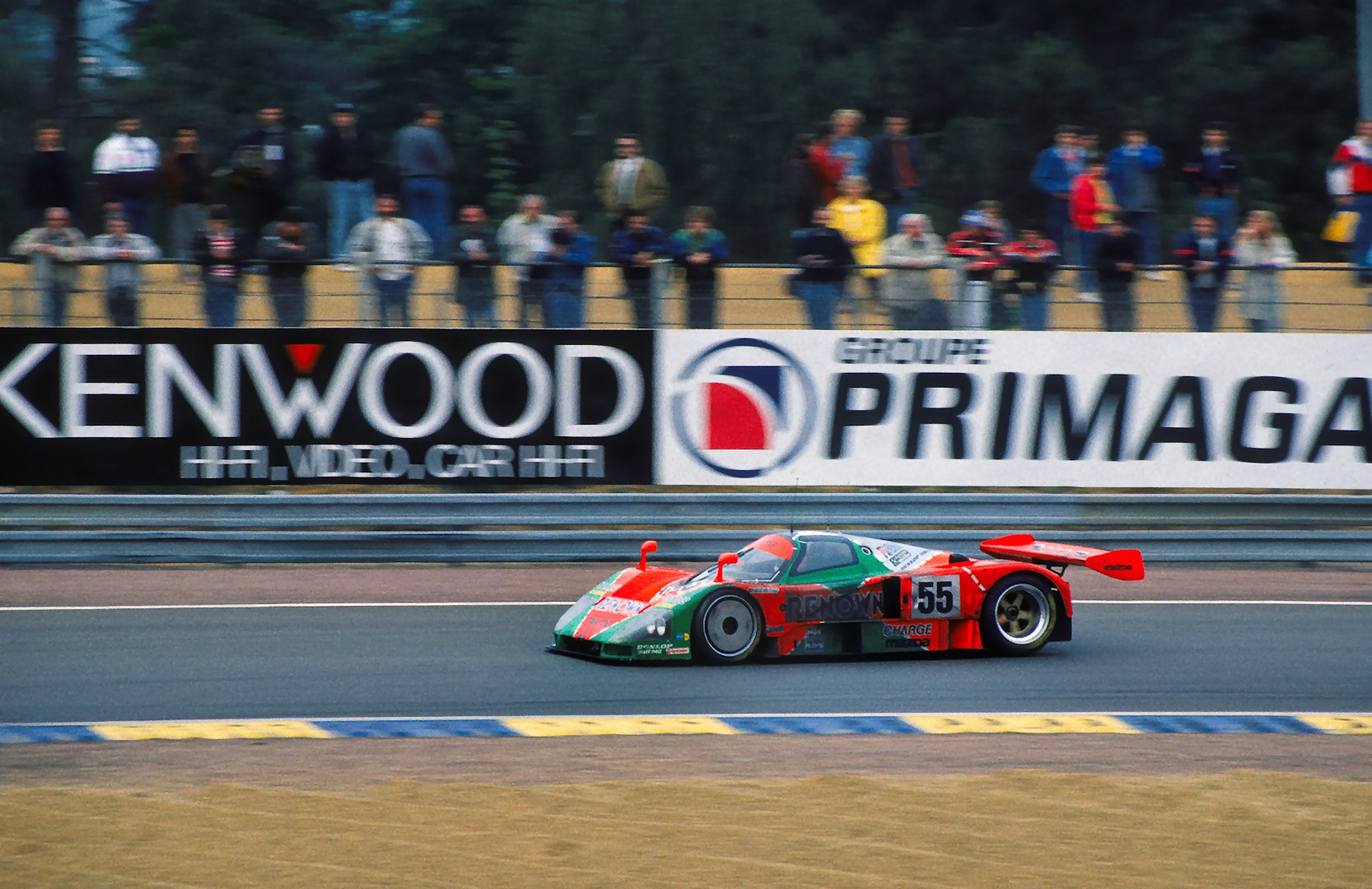
日本車初及びロータリーエンジン初のル・マン24時間レース優勝。画像はマツダ・787B(1991)

- 1281年（弘安4年6月6日） - 弘安の役。元軍が博多の志賀島に再襲来。
- 1683年 - ウィリアム・ペンがペンシルベニアのレナペ族と友好条約を結ぶ。
- 1757年 - プラッシーの戦い。イギリス・イギリス東インド会社軍がフランスのベンガル土侯連合軍を破る。インドのイギリス支配が決定。
- 1758年 - 七年戦争: クレーフェルトの戦い。
- 1760年 - 七年戦争: ランデスフートの戦い。
- 1780年 - アメリカ独立戦争: スプリングフィールドの戦い。
- 1810年 - ジョン・ジェイコブ・アスターが太平洋毛皮会社（英語版）を設立。
- 1812年 - ナポレオン戦争: ナポレオンがロシアに侵攻、1812年ロシア戦役が始まる。
- 1860年 - アメリカ合衆国議会が合衆国政府印刷局を設置。
- 1868年 - 新聞編集者クリストファー・レイサム・ショールズがタイプライターの特許を取得。
- 1885年 - ソールズベリー侯爵ロバート・ガスコイン＝セシルがイギリスの第44代首相に就任。
- 1887年 - カナダ初の国立公園・バンフ国立公園設置。
- 1894年 - 国際オリンピック委員会（IOC）がピエール・ド・クーベルタン男爵の先導によってパリ・ソルボンヌで設立。
- 1907年 - 『朝日新聞』で夏目漱石の『虞美人草』の連載が開始される。
- 1909年 - スリの大親分・富田銀次郎（仕立屋銀次）を日暮里で逮捕。
- 1915年 - 第一次世界大戦: 第一次イゾンツォの戦い
- 1919年 - エストニア独立戦争（英語版）: ヴェンデンの戦い（英語版）が終結。エストニア軍がバルト連合公国軍に勝利。（エストニアの戦勝記念日）
- 1925年 - 沙基事件。中国の広州市沙基で五・三〇事件に刺激された反英デモが起こり、イギリス兵が発砲して多数の中国人が死傷。
- 1931年 - ウィリー・ポストとハロルド・ガティ（英語版）が世界一周飛行に出発。7月1日に帰着し、8日間15時間51分の記録を樹立。
- 1932年 - 三島徳七がMK鋼の特許を取得。
- 1941年 - 第二次世界大戦・バルト諸国占領: ドイツのソ連侵攻に乗じてリトアニアがソビエト連邦からの独立を宣言。
- 1944年 - 北海道壮瞥町の有珠山東麓の畑地が噴火。昭和新山が誕生。
- 1945年 - 第二次世界大戦: 沖縄守備軍司令官牛島満が摩文仁司令部で自決（前日〈22日〉との異説あり）。沖縄戦の組織的抵抗が終結したとされる。
- 1945年 - 国民義勇兵役法公布。
- 1945年 - 千葉県で撃墜された戦闘機から脱出したアメリカ兵が住民に殺害される事件が発生（能崎事件）。
- 1947年 - 神奈川税務署員殉職事件。戦後の混乱期に密造酒の販売を行っていた在日韓国・朝鮮人集落を取り締まった税務署の職員が税務署からの帰宅途中に在日朝鮮人数名に囲まれ暴行を受け殉職。
- 1948年 - 昭和電工事件: 昭和電工社長の日野原節三が逮捕される。
- 1953年 - 山口県角島の西16kmの海域にアメリカ軍の輸送機が墜落。死者・行方不明者7人[1]。
- 1959年 - イギリス・アメリカの原子爆弾開発に貢献する一方、ソ連に機密情報を流していた物理学者クラウス・フックスが、9年間の収監の後に釈放される。
- 1960年 - 日本国とアメリカ合衆国との間の相互協力及び安全保障条約と日米地位協定発効。同時に日本国とアメリカ合衆国との間の安全保障条約と日米行政協定が失効。
- 1961年 - 南極条約が発効。
- 1964年 - 熊本県・下筌ダムの建設反対派の拠点「蜂ノ巣城」が強制撤去される。
- 1967年 - 冷戦: アメリカ大統領リンドン・ジョンソンとソ連首相アレクセイ・コスイギンがニュージャージー州グラスボロで会見。（グラスボロ・サミット会議（英語版））
- 1969年 - 宇宙開発事業団法公布。
- 1970年 - 午前0時に日米安全保障条約が自動延長。反対する学生デモの一部が暴徒化し、麻布警察署などに火炎瓶が投擲される[2]。
- 1973年 - 自衛隊機乗り逃げ事件発生。
- 1982年 - 東北新幹線の大宮駅 - 盛岡駅間が開業。
- 1985年 - インド航空182便爆破事件。成田空港手荷物爆発事件。
- 1989年 - 中国共産党の第13期4中全会で総書記の趙紫陽が全職務を解任され、以降自宅軟禁下に置かれる。
- 1991年 - ル・マン24時間レースにて、マツダ・787Bが日本車及びロータリーエンジン搭載車として初優勝。
- 1993年 - 小沢一郎・羽田孜らが新生党を結成。
- 1995年 - 沖縄県の平和祈念公園に戦没者23万4千名の氏名を刻んだ平和の礎を建立。
- 1996年 - 任天堂がNINTENDO 64を発売。
- 1999年 - 男女共同参画社会基本法公布・施行。
- 2001年 - ペルー南方沖でMw 8.4の地震発生。139人が死亡。
- 2002年 - 岡山県新見市で初の電子投票による市議会議員・市長選挙。
- 2004年 - 東京メトロ半蔵門線の渋谷駅で渋谷駅駅員銃撃事件が発生[3][4]。犯人は同月26日に出頭し逮捕された[5]。
- 2008年 - 朝日放送（ABC、テレビは現・朝日放送テレビ、ラジオは現・朝日放送ラジオ）が大阪市福島区福島の新社屋から放送開始。
- 2008年 - 東京メトロポリタンテレビジョン（TOKYO MX）がワンセグ2サービス放送開始。
- 2009年 - 東京高裁が足利事件の再審開始を決定。
- 2014年 - 日本学術会議が、提言「男女共同参画社会の形成に向けた民法改正」において選択的夫婦別姓制度の導入を提言[6][7]。
- 2016年 - 改正風俗営業等の規制及び業務の適正化等に関する法律が施行[8]。社交ダンスやディスコが原則として風俗営業から除外された。
- 2016年 - イギリスで欧州連合 (EU) 離脱の是非を問う国民投票が執行[9]。
- 2023年 - 大谷翔平が日米通算200本塁打達成。

## 誕生日

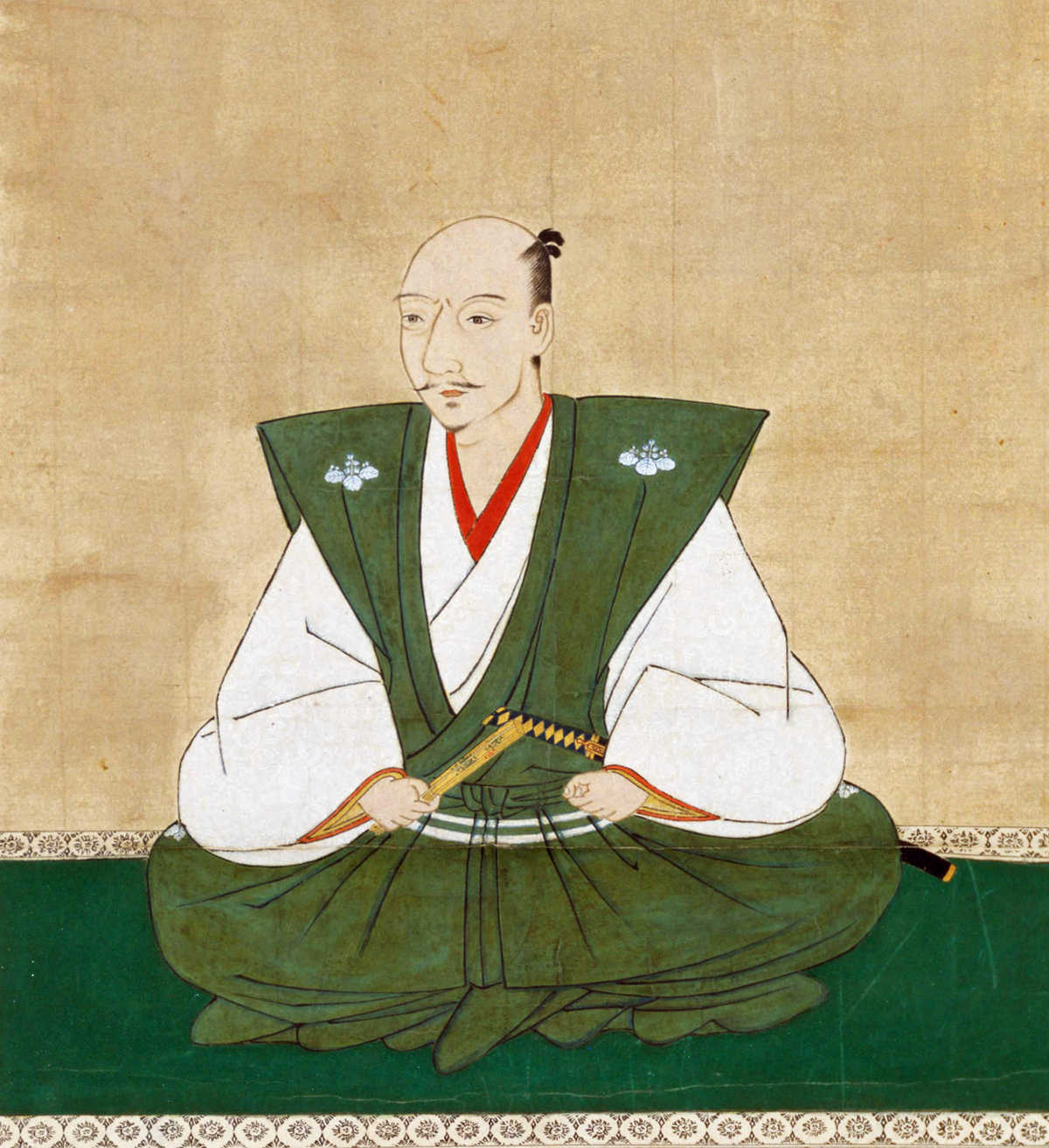
武将、織田信長(1534-1582)誕生。

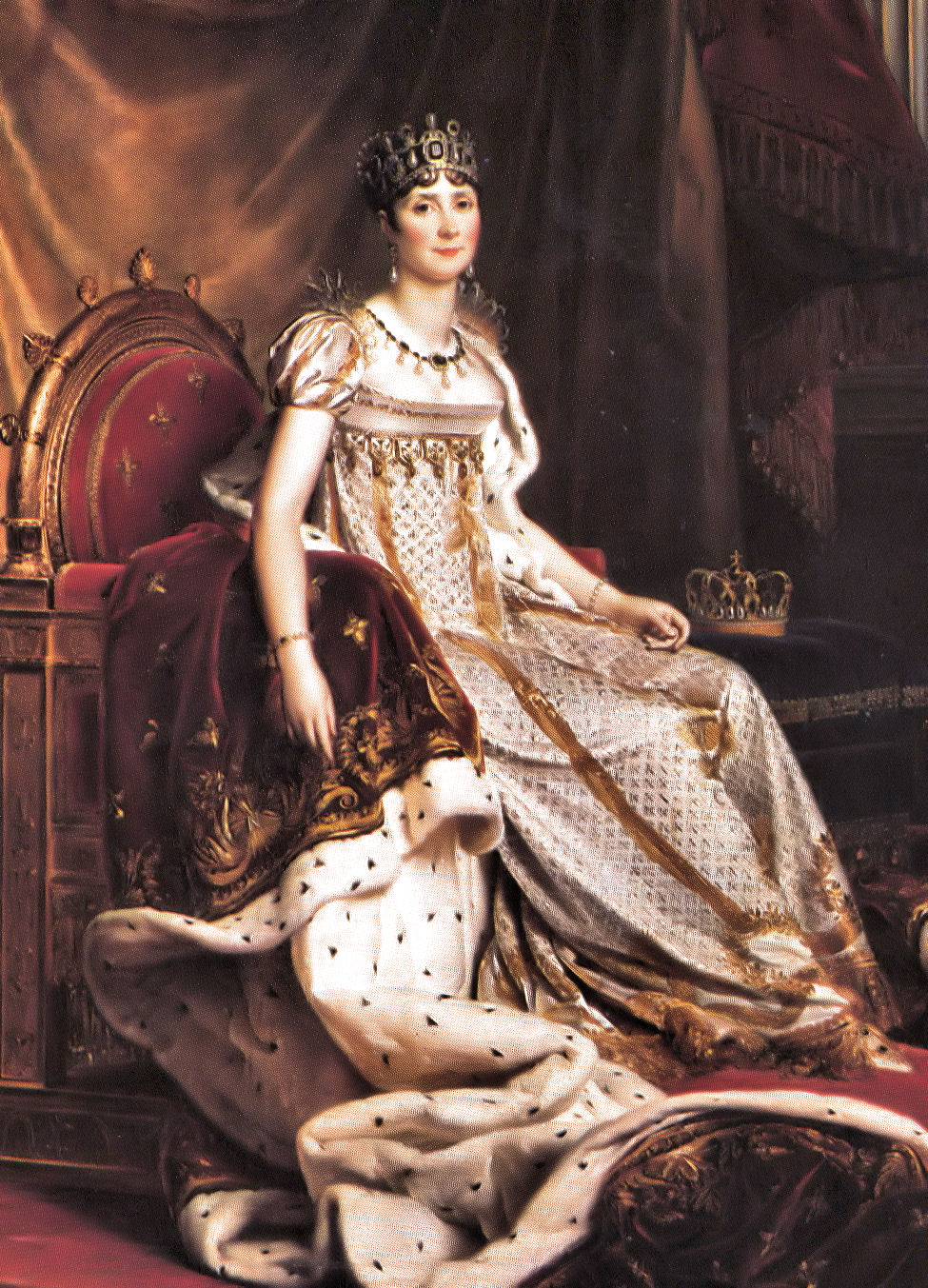
フランス皇后ジョゼフィーヌ・ド・ボアルネ(1763-1814)誕生。ナポレオン・ボナパルトの妻。

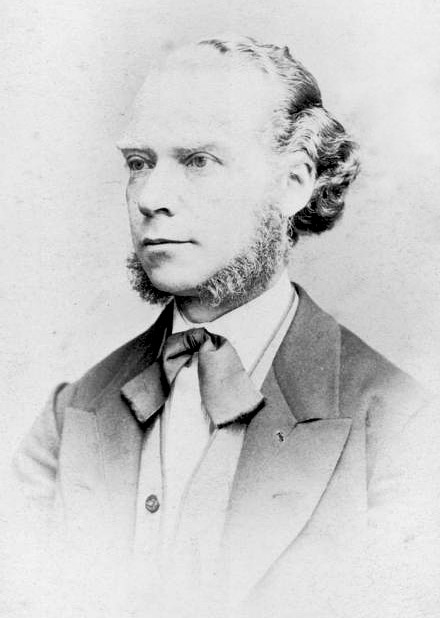
作曲家カール・ライネッケ(1824-1910)誕生。

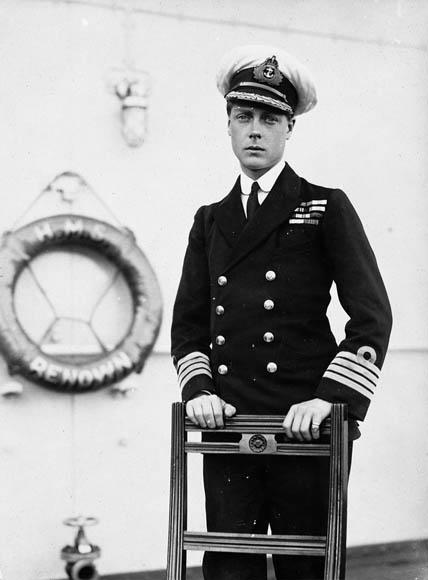
イギリス王エドワード8世(1894-1972)誕生。ウォリス・シンプソンとの「世紀の恋」で王位を1年で擲った。

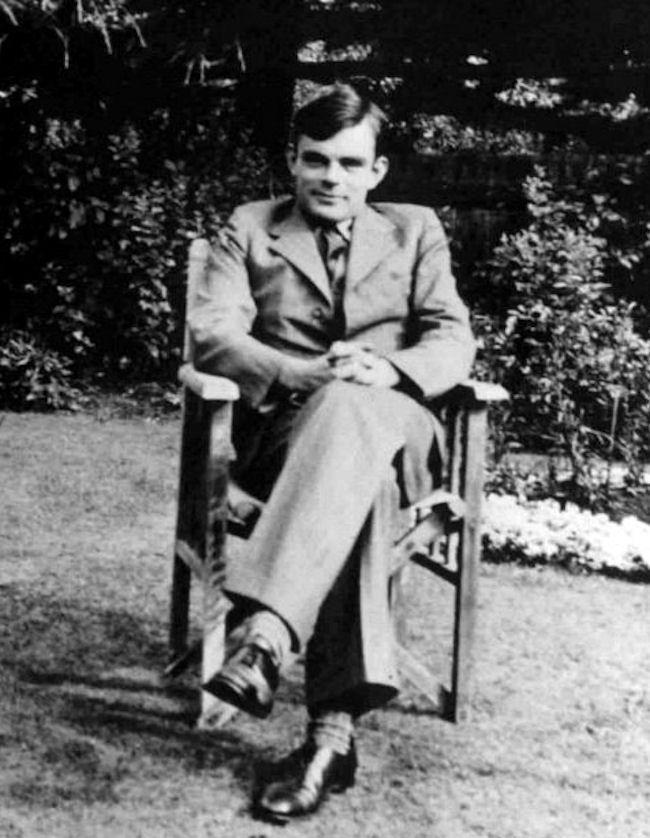
数学者、計算機学者アラン・チューリング(1912-1954)誕生。

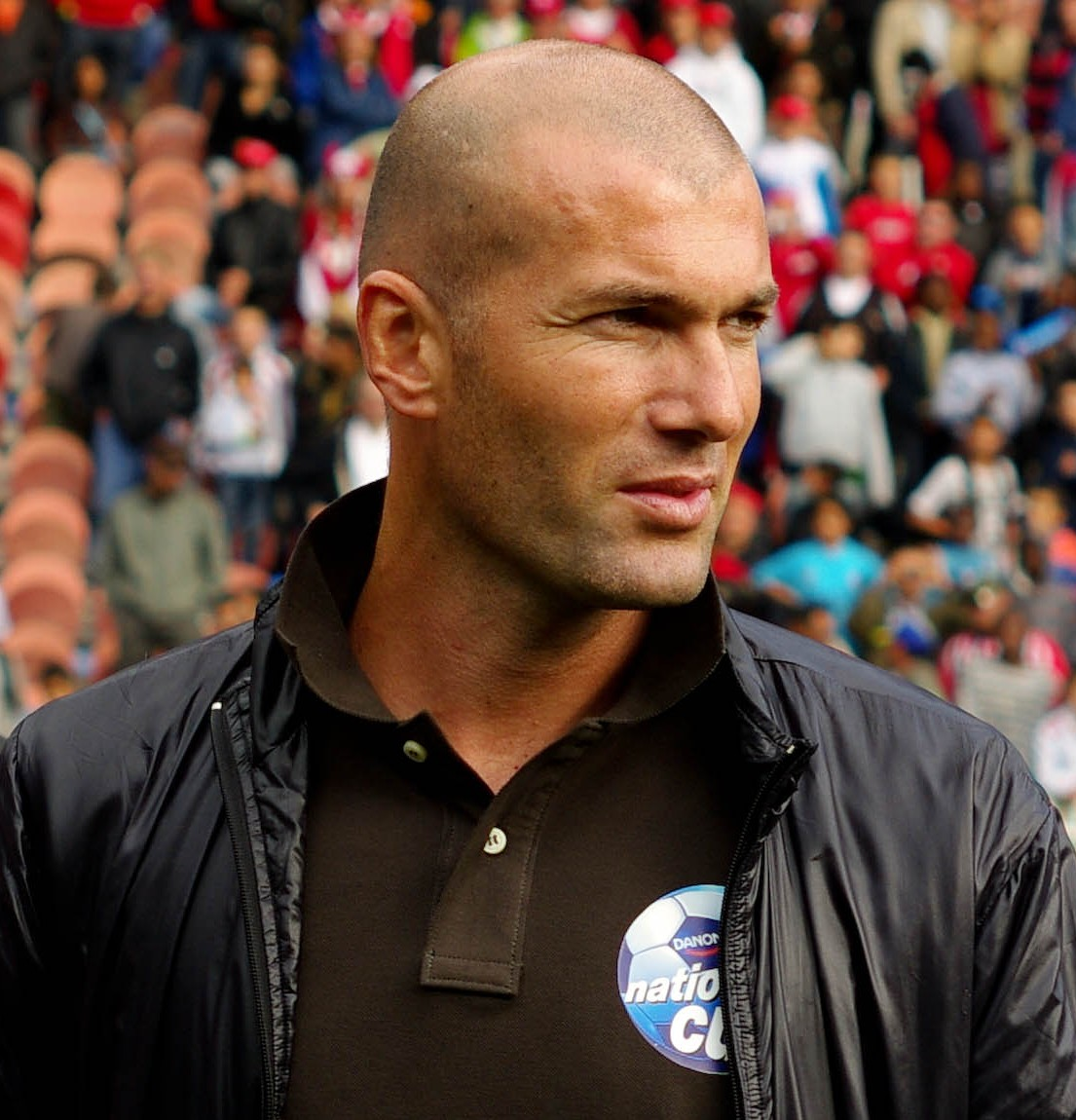
サッカー選手、ジネディーヌ・ジダン(1972-)誕生。

- 紀元前47年 - カエサリオン、プトレマイオス朝最後のファラオ（+ 紀元前30年）
- 1534年（天文3年5月12日） - 織田信長、戦国時代の武将（+ 1582年）
- 1612年 - ユーストゥス・ゲオルク・ショッテル、文法学者（+ 1676年）
- 1746年（延享3年5月5日） - 塙保己一、国学者（+ 1821年）
- 1763年 - ジョゼフィーヌ・ド・ボアルネ、ナポレオンの妻（+ 1814年）
- 1803年（享和3年5月5日） - 松平斉韶、第7代明石藩主（+ 1868年）
- 1810年 - ファニー・エルスラー、バレエダンサー（+ 1884年）
- 1824年 - カール・ライネッケ、作曲家（+ 1910年）
- 1834年（天保5年5月17日） - 内田正縄、第9代小見川藩主（+ 1864年）
- 1839年（天保10年5月13日） - 松平乗秩、第5代西尾藩主（+ 1873年）
- 1843年 - ポール・ハインリッヒ・フォン・グロート、鉱物学者 (+ 1927年)
- 1852年 - ラウール・プーニョ、音楽教師、作曲家、オルガニスト（+ 1914年）
- 1864年 - ヘルマン・ホフマン、カトリック教会司祭、上智大学初代学長（+ 1937年）
- 1887年 - ラインハルト・ゲーリング、劇作家（+ 1936年）
- 1889年 - 三木露風、詩人（+ 1964年）
- 1891年 - 岸田劉生、洋画家（+ 1929年）
- 1892年 - ミェチスワフ・ホルショフスキ、ピアニスト（+ 1993年）
- 1894年 - エドワード8世（ウィンザー公）、イギリス王（+ 1972年）
- 1894年 - アルフレッド・キンゼイ、性科学者、動物学者（+ 1956年）
- 1897年 - 末永雅雄、考古学者（+ 1991年）
- 1912年 - アラン・チューリング、数学者（+ 1954年）
- 1913年 - 門脇俊一、画家（+ 2006年）
- 1917年 - 溝部武夫、元プロ野球選手
- 1920年 - 国枝利通、元プロ野球選手（+ 2011年）
- 1922年 - 阿部文男、政治家（+ 2006年）
- 1925年 - サヒブ・シハブ、ジャズサクソフォーン奏者、フルート奏者（+ 1989年）
- 1926年 - 榎本和平、政治家（+ 2006年）
- 1927年 - ボブ・フォッシー、映画監督（+ 1987年）
- 1928年 - 河合隼雄、心理学者（+ 2007年）
- 1930年 - 妹尾河童、舞台美術家、エッセイスト
- 1931年 - 二葉百合子、演歌歌手、浪曲師
- 1931年 - カール・スプーナー、元プロ野球選手（+ 1984年）
- 1935年 - 浅井信雄、国際政治学者（+ 2015年）
- 1935年 - 筑紫哲也、ジャーナリスト（+ 2008年）
- 1936年 - リチャード・バック、作家
- 1937年 - ニコラス・シャックルトン、地質学者、気象学者（+ 2006年）
- 1941年 - ディーコン・ジョン、ミュージシャン
- 1943年 - ゲイリー・タナカ、馬主
- 1943年 - 佐伯チズ、美容アドバイザー（+ 2020年）
- 1943年 - ジェームズ・レヴァイン、指揮者、ピアニスト（+ 2021年）
- 1943年 - ヴィントン・サーフ、計算機科学者
- 1943年 - デヴィッド・ガイラー、脚本家、映画プロデューサー（+ 2020年）
- 1946年 - 吉田孝司、元プロ野球選手
- 1948年 - 二宮さよ子、女優、日本舞踊家
- 1948年 - 新井昌則、元プロ野球選手
- 1948年 - 大場隆広、元プロ野球選手（+ 2016年）
- 1949年 - 服部妙子、女優
- 1950年 - 我喜屋優、高校野球指導者
- 1952年 - 筧文夫、元プロ野球選手
- 1955年 - 佐々木淳子、漫画家
- 1955年 - 白岩久弥、テレビプロデューサー、映画プロデューサー、映画監督
- 1956年 - 永川英植、プロ野球選手（+ 1991年）
- 1957年 - 古村敏比古、ミュージシャン
- 1957年 - 安藤さと子、キーボード奏者、シンガーソングライター
- 1958年 - ジョージ高野、プロレスラー
- 1960年 - 高田みづえ、歌手
- 1961年 - みのや雅彦、歌手
- 1961年 - 小松崎善久、元プロ野球選手
- 1962年 - 風野潮、児童文学作家
- 1962年 - マイケル・トンプソン、空手家
- 1962年 - 一力敦彦、実業家、東北放送代表取締役社長
- 1962年 - ビリー・ワース、俳優
- 1963年 - コリン・モンゴメリー、プロゴルファー
- 1963年 - 堀江さゆみ、アナウンサー
- 1964年 - 茅原ますみ、アナウンサー
- 1964年 - 小山薫堂、放送作家
- 1964年 - 智ノ花伸哉、元大相撲力士、年寄18代玉垣
- 1964年 - 古久保健二、元プロ野球選手
- 1964年 - 森士、高校野球指導者
- 1964年 - 本並健治、元サッカー選手
- 1965年 - 香川久、アニメーター、キャラクターデザイナー
- 1967年 - 南野陽子、女優、タレント、歌手
- 1967年 - 永田ルリ子、元アイドル
- 1967年 - 渡辺智男、元プロ野球選手
- 1967年 - ヘンスリー・ミューレンス、元プロ野球選手
- 1967年 - 龍興山一人、大相撲力士（+ 1990年）
- 1968年 - 西尾鉄也、アニメーター
- 1968年 - 山本英夫、漫画家
- 1968年 - 上地等、歌手（BEGIN）
- 1968年 - 姜光会、元プロ野球選手
- 1969年 - 愛知治郎、政治家
- 1970年 - 藤井一子、歌手、女優
- 1970年 - 池田有希子、女優
- 1971年 - 前田勝宏、元プロ野球選手
- 1972年 - 大岩剛、元サッカー選手
- 1972年 - ジネディーヌ・ジダン、元サッカー選手
- 1973年 - 中西永輔、元サッカー選手
- 1973年 - 城井崇、政治家
- 1973年 - 木村一基、将棋棋士
- 1974年 - レティシア・ユベール、フィギュアスケート選手
- 1975年 - 玉田豊夢、ドラマー
- 1975年 - 寺田周平、元サッカー選手
- 1975年 - マイク・ジェームス、バスケット選手
- 1976年 - パトリック・ヴィエラ、元サッカー選手
- 1977年 - 藤本景子、アナウンサー
- 1977年 - 和田竜二、騎手
- 1977年 - 原田友貴、声優
- 1977年 - ジェイソン・ムラーズ、シンガーソングライター
- 1978年 - 石橋けい、女優
- 1979年 - 酒井博史、アクション俳優
- 1979年 - 坂本頼光、活動弁士
- 1979年 - 荒木美和、元アナウンサー
- 1979年 - ラダニアン・トムリンソン、アメリカンフットボール選手
- 1980年 - 浅田若菜、元アナウンサー
- 1980年 - 高宮悠子、タレント
- 1980年 - フランチェスカ・スキアボーネ、テニス選手
- 1981年 - 菊地浩輔、お笑い芸人（チーモンチョーチュウ）
- 1981年 - 大橋正博、元サッカー選手
- 1981年 - 熊林親吾、元サッカー選手
- 1981年 - 戸川健太、元サッカー選手
- 1981年 - Ni〜ya、ミュージシャン
- 1981年 - アントニー・コスタ、ミュージシャン
- 1983年 - 山田憲、元プロ野球選手
- 1982年 - 金崎睦美、歌手、女優
- 1983年 - 横澤章悟、お笑い芸人（やすと横澤さん）
- 1984年 - 松田丈志、競泳選手
- 1984年 - ダフィー、歌手
- 1985年 - 坐間妙子、気象予報士、アナウンサー
- 1985年 - シシド・カフカ、ドラマー、女優
- 1985年 - 呉家亮、元フィギュアスケート選手
- 1986年 - ハルカミホ、歌手
- 1986年 - 澤田賢澄、俳優、元大相撲力士
- 1986年 - 京太郎、キックボクサー、元プロボクサー
- 1986年 - 髙木裕平、声優
- 1987年 - 今井麻夏、声優
- 1987年 - 小堀慎平、俳優
- 1987年 - 前田裕二、実業家、SHOWROOM創業者
- 1987年 - 多々良敦斗、サッカー選手
- 1987年 - 高橋香澄、バスケットボール選手
- 1988年 - 橋本和志、俳優
- 1989年 - 佐藤瀬奈、ファッションモデル、タレント
- 1989年 - 竹達彩奈、声優
- 1989年 - 鈴木裕之、ヨーヨーパフォーマー
- 1989年 - 若宮三紗子、卓球選手
- 1989年 - 木村隼人、元プロボクサー
- 1989年 - オーウェン・オーザニッチ、野球選手
- 1991年 - 藤谷香々[10]、モデル、レースクイーン
- 1990年 - 麻鈴、女優、声優
- 1990年 - 阿部まみ、元チアリーダー、フィールドキャスター
- 1990年 - 野寺和音、元サッカー選手
- 1990年 - 本田慎之介、元サッカー選手
- 1990年 - 高源浚、元プロ野球選手
- 1990年 - クロックス・アクーニャ、競泳選手
- 1990年 - バセク・ポシュピシル、テニス選手
- 1992年 - 谷野欧太、俳優
- 1993年 - 志朗、キックボクサー
- 1993年 - 森和樹、元プロ野球選手
- 1993年 - ティム・アンダーソン、プロ野球選手
- 1995年 - 七五三掛龍也、アイドル（Travis Japan）
- 1995年 - ななもり。、配信者、歌い手（すとぷり）
- 1995年 - 濱村ゆかり、ソフトボール選手
- 1995年 - ジョシュ・ホーキンソン、バスケットボール選手
- 1996年 - 安田聖愛、ファッションモデル、女優
- 1997年 - 東留伽、アナウンサー
- 1998年 - 街山みほ、グラビアアイドル
- 1999年 - 川西拓実、アイドル（JO1）
- 2000年 - 三國ケネディエブス、サッカー選手
- 2000年 - 松山晋也、プロ野球選手[11]
- 2002年 - 前田こころ、アイドル（BEYOOOOONDS）
- 2002年 - 瞳水ひまり、女優
- 2003年 - 多田七帆、タレント
- 2004年 - 芦田愛菜、女優、タレント
- 2006年 - 辻井和花、キックボクサー

## 忌日

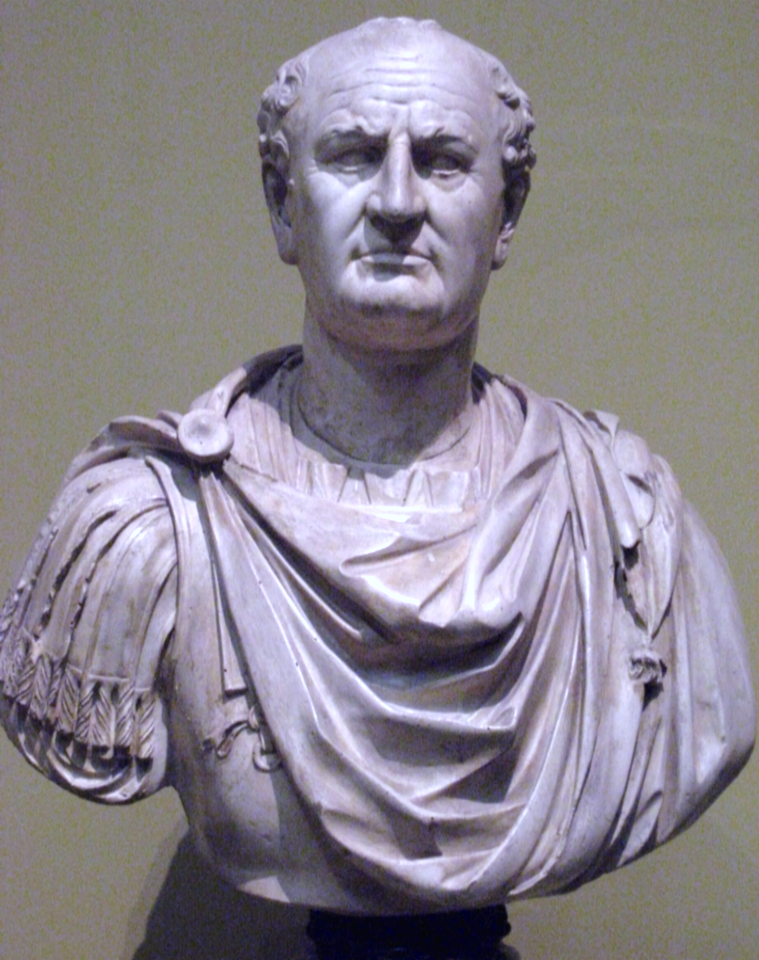
ローマ皇帝ウェスパシアヌス(9-79)没。

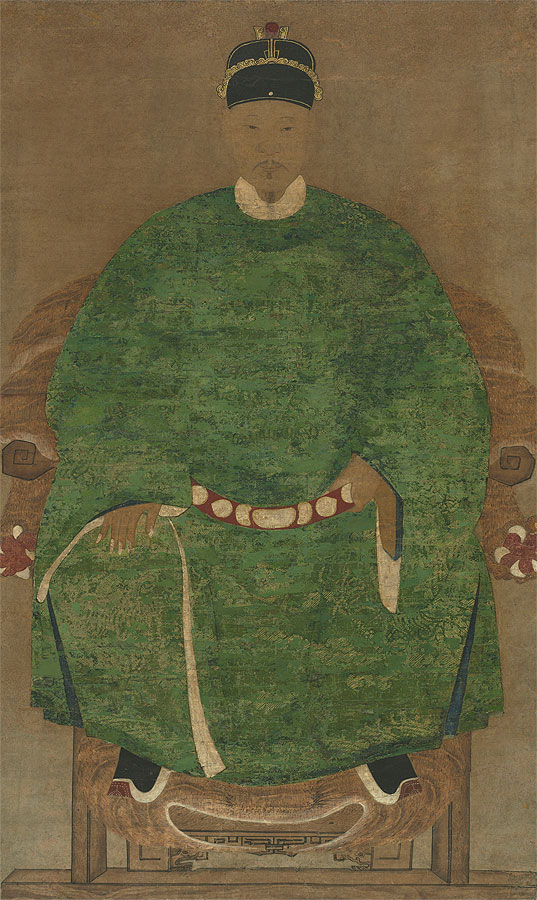
台湾の鄭氏政権の祖、鄭成功(1624-1662)没。

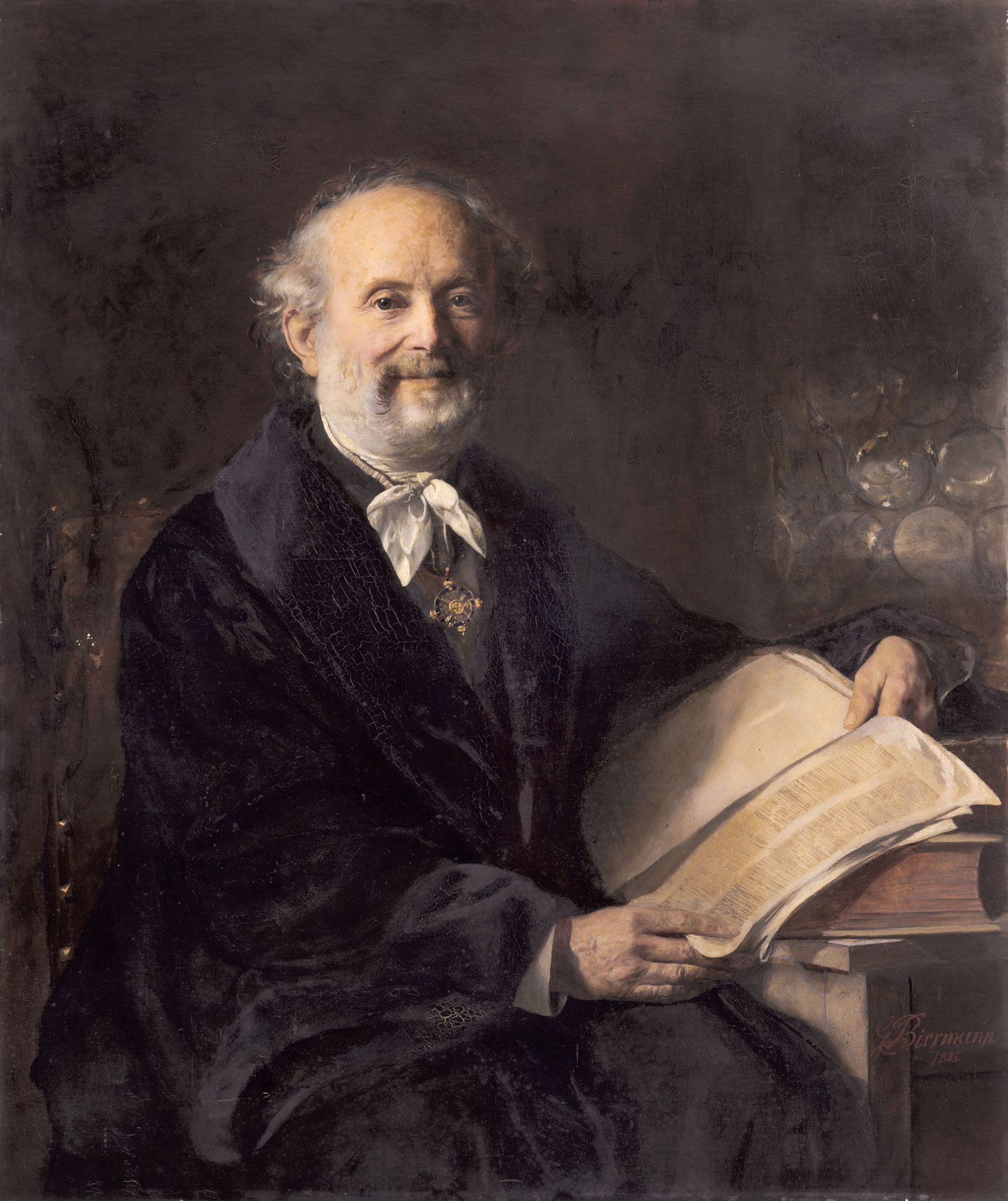
物理学者ヴィルヘルム・ヴェーバー(1804-1891)没。磁束の単位ウェーバに名を残す。

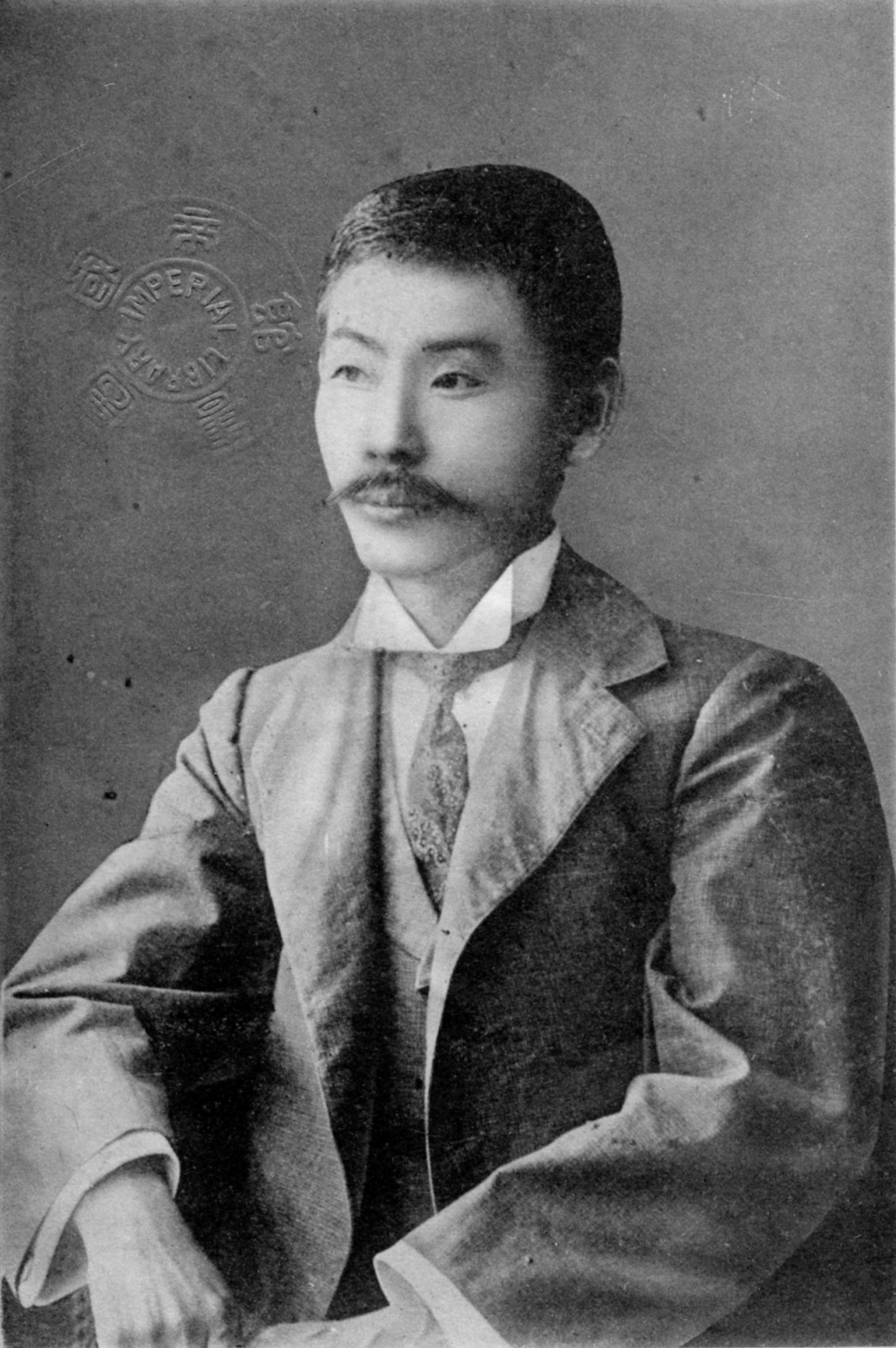
作家国木田独歩(1871-1908)没。

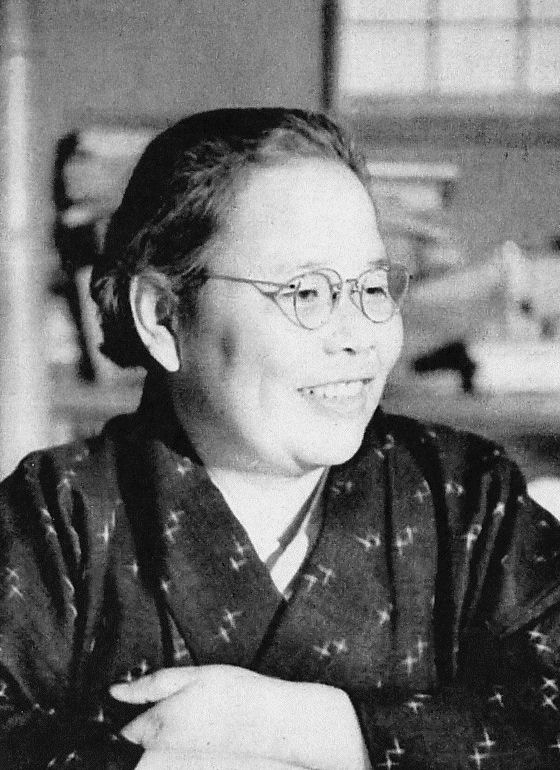
作家壺井栄(1899-1967)没。

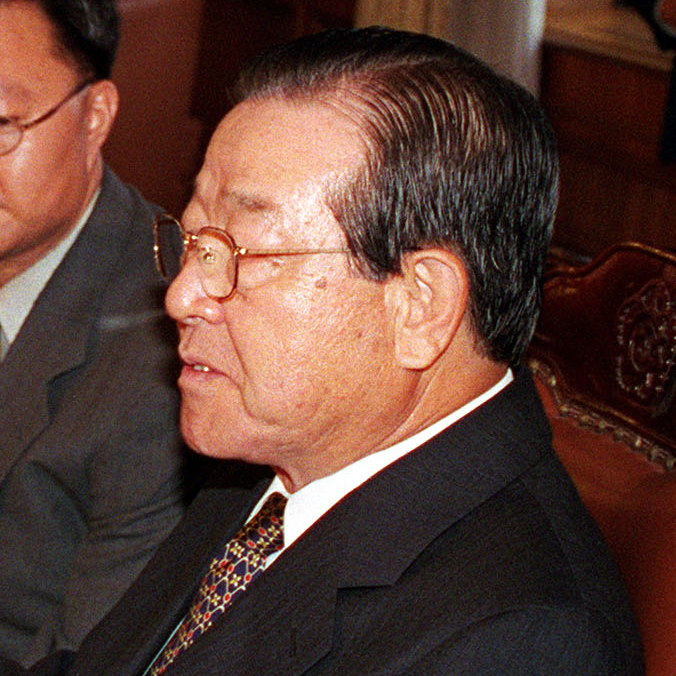
大韓民国国務総理金鍾泌(1926-2018)没。

### 人物
- 79年 - ウェスパシアヌス、第9代ローマ皇帝 （* 9年）
- 1545年（天文14年5月15日） - 畠山稙長、守護大名（* 1504年）
- 1561年（永禄4年5月11日）- 斎藤義龍、美濃国の戦国大名（* 1527年）
- 1565年 - トゥルグト・レイス（英語版）、オスマン帝国海軍提督、私掠船船長（* 1485年）
- 1582年（天正10年6月4日）- 清水宗治、戦国武将（* 1537年）
- 1587年（天正15年5月18日） - 大村純忠、戦国時代のキリシタン大名（* 1533年）
- 1611年 - クリスティアン2世、ザクセン選帝侯（* 1583年）
- 1615年 （元和元年5月27日）- 増田長盛、安土桃山時代の大名（* 1545年）
- 1662年（永暦16年5月8日）- 鄭成功、明の武将、台湾の指導者（* 1624年）
- 1677年 - ヴィルヘルム・ルートヴィヒ、ヴュルテンベルク公（* 1647年）
- 1691年 - スレイマン2世、第20代オスマン帝国スルターン（* 1642年）
- 1733年 - ヨハン・ヤーコブ・ショイヒツァー、博物学者、著述家（* 1672年）
- 1795年 - ジェームズ・クレイグ、建築家（* 1739年）
- 1806年 - マチュラン・ジャック・ブリソン、鳥類学者（* 1723年）
- 1836年 - ジェームズ・ミル、歴史家、哲学者、経済学者（* 1773年）
- 1842年（天保13年5月15日） - 鈴木牧之、商人、随筆家（* 1770年）
- 1852年 - カール・ブリューロフ、画家（* 1799年）
- 1859年 - マリア・パヴロヴナ、ザクセン＝ヴァイマル＝アイゼナハ大公カール・フリードリヒの妃（* 1786年）
- 1881年 - マティアス・ヤーコプ・シュライデン、植物学者（* 1804年）
- 1890年 - ジョージ・ワシントン・マクラリー、第33代アメリカ合衆国陸軍長官（* 1835年）
- 1891年 - ヴィルヘルム・ヴェーバー、物理学者（* 1804年）
- 1891年 - ノーマン・ポグソン、天文学者（* 1829年）
- 1896年 - ジョゼフ・プレストウィッチ、地質学者、実業家（* 1812年）
- 1908年 - 国木田独歩、小説家、詩人（* 1871年）
- 1913年 - 荻野吟子、医師、女性運動家（* 1851年）
- 1926年 - ヴィクトル・ヴァスネツォフ、画家（* 1848年）
- 1928年 - 物集高見、国学者（* 1847年）
- 1928年 - マラカイ・キットリッジ、プロ野球選手（* 1869年）
- 1945年 - 牛島満、日本陸軍の大将、第32軍司令官（* 1887年）
- 1945年 - 長勇、日本陸軍の中将、第32軍参謀長（* 1895年）
- 1947年 - 黒沢俊夫、プロ野球選手（* 1914年）
- 1953年 - アルベール・グレーズ、画家（* 1881年）
- 1956年 - レインゴリト・グリエール、作曲家（* 1875年）
- 1959年 - ジャン・ギャロン、作曲家（* 1878年）
- 1959年 - ボリス・ヴィアン、作家、ジャズトランペット奏者（* 1920年）
- 1961年 - 青野季吉、文芸評論家（* 1890年）
- 1963年 - 尾山篤二郎、国文学者、歌人（* 1889年）
- 1964年 - 市岡忠男、野球選手（* 1891年）
- 1966年 - 清水宏、映画監督（* 1903年）
- 1967年 - 壺井栄、作家（* 1899年）
- 1969年 - ボルマリ・イソ＝ホロ、陸上競技選手（* 1907年）
- 1969年 - 矢部長克、地球科学者（* 1878年）
- 1970年 - ロスコー・ターナー、パイロット（* 1885年）
- 1972年 - 松田伊三雄、実業家、元三越社長（* 1896年）
- 1974年 - 岡田光玉、世界真光文明教団の教祖（* 1901年）
- 1975年 - 林武、洋画家（* 1896年）
- 1976年 - ウィリアム・デハート・ハバード、走り幅跳選手、1924年パリ五輪金メダリスト（* 1903年）
- 1980年 - 金易二郎、将棋棋士（* 1890年）
- 1980年 - 入野義朗、作曲家（* 1921年）
- 1983年 - 神東山忠也、大相撲力士、年寄15代岩友（* 1913年）
- 1986年 - 桜田一郎、化学者（* 1904年）
- 1988年 - 佐藤周子、放射線医学者（* 1938年）
- 1989年 - ヴェルナー・ベスト、ナチス・ドイツデンマーク総督（* 1903年）
- 1990年 - 早見一十一、美容師、早見美容学校創設者（* 1895年）
- 1991年 - 冨田恒男、生理学者、慶応義塾大学名誉教授、イェール大学名誉教授（* 1908年）
- 1991年 - 千葉治平、小説家（* 1921年）
- 1991年 - 高柳昌行、フリー・ジャズギタリスト（* 1932年）
- 1992年 - 遠藤嘉基、国語学者、京都大学名誉教授（* 1905年）
- 1993年 - ズデネク・コパル、天文学者（* 1914年）
- 1994年 - 常書鴻、画家（* 1904年）
- 1994年 - ペーター佐藤、イラストレーター（* 1945年）
- 1995年 - ジョナス・ソーク、医学者、ポリオワクチン開発者（* 1914年）
- 1995年 - マーヴィン・カムラス、電気技術者、発明家（* 1916年）
- 1996年 - 葉山三千子、女優（* 1902年）
- 1996年 - 島桂次、ジャーナリスト、第15代NHK会長（* 1927年）
- 1997年 - 瀬戸山三男、政治家、第104代文部大臣、第36代法務大臣、第25代建設大臣、元宮崎県（ 旧）都城市長（* 1904年）
- 1997年 - ヘルマン・フローン、地理学者、気候学者（* 1912年）
- 1997年 - 有村家斉、元プロ野球選手（* 1914年）
- 1998年 - モーリン・オサリヴァン、女優（* 1911年）
- 1998年 - 加倉井実、元プロ野球選手（* 1934年）
- 1999年 - 長沢節、水彩画家、デザイナー、エッセイスト、ファッション評論家、映画評論家（* 1917年）
- 1999年 - 引地信之、元プロ野球選手（* 1930年）
- 2001年 - 賀来龍三郎、実業家、元キヤノン社長（* 1926年）
- 2001年 - イヴォンヌ・ディオンヌ、ディオンヌ家の五つ子姉妹の1人（* 1934年）
- 2002年 - 亀井正夫、実業家、元住友電気工業社長（* 1916年）
- 2006年 - アーロン・スペリング、プロデューサー、脚本家（* 1923年）
- 2006年 - 今田智憲、映画プロデューサー、元東映アニメーション社長・東映ビデオ社長（* 1923年）
- 2006年 - 北天佑勝彦、元大相撲大関、年寄13代二十山（* 1960年）
- 2008年 - アーサー・チュン、政治家、初代ガイアナ大統領（* 1918年）
- 2009年 - 金子きみ、小説家、歌人（* 1915年）
- 2009年 - 高橋敬典、鋳物工芸家、人間国宝（* 1920年）
- 2009年 - エド・マクマホン、コメディアン、テレビ番組司会者（* 1923年）
- 2009年 - 砂守勝巳、写真家（* 1951年）
- 2010年 - 中村粲、英文学者、獨協大学名誉教授（* 1934年）
- 2010年 - ピート・クウェイフ、ミュージシャン、アーティスト、作家（* 1943年）
- 2011年 - ピーター・フォーク、俳優（* 1927年）
- 2011年 - 土岐哲、言語学者、音声学者、日本語教育学者（* 1946年）
- 2011年 - 柴田泰弘、新左翼活動家、元赤軍派メンバー（* 1953年）
- 2011年 - 不可思議/wonderboy、シンガーソングライター、ポエトリーラッパー（* 1987年）
- 2012年 - 峰岸明、国語学者、横浜国立大学名誉教授（* 1935年）
- 2012年 - ブリジット・エンゲラー、ピアニスト（* 1952年）
- 2013年 - 諸橋晋六、実業家、三菱商事会長（* 1922年）
- 2013年 - リチャード・マシスン、作家（* 1926年）
- 2013年 - 宮越郷平、作家（* 1927年）
- 2013年 - ボビー・ブランド、ブルース歌手（* 1930年）
- 2013年 - 吉永祐介、検察官、第18代検事総長（* 1932年）
- 2013年 - ゲイリー・デヴィッド・ゴールドバーグ（英語版）、脚本家（* 1944年）
- 2014年 - 永井克孝、生化学者、東京大学名誉教授（* 1931年）
- 2014年 - 宮前ユキ、カントリー歌手（* 1947年）
- 2014年 - 小松一郎、外交官、第65第内閣法制局長官（* 1951年）
- 2015年 - 長岡秀星、イラストレーター（* 1936年）
- 2016年 - ラルフ・スタンレー、歌手、バンジョー奏者（* 1927年）
- 2016年 - 西山辰夫、俳優（* 1928年）
- 2016年 - マイケル・ハー、従軍記者、作家、脚本家（* 1940年）
- 2017年 - 大内延介、将棋棋士（* 1941年）
- 2017年 - ミスター・ポーゴ、プロレスラー、格闘家（* 1951年）
- 2018年 - 金鍾泌、政治家、元大韓民国国務総理（* 1926年）
- 2018年 - ファン・フイ・レ、歴史学者（* 1934年）
- 2019年 - デイヴ・バーソロミュー、ミュージシャン、バンドリーダー、作曲家、編曲家（* 1918年）
- 2019年 - 程一彦、中華料理人、料理研究家（* 1937年）
- 2019年 - ステファニー・ニズニック、女優（* 1967年）
- 2020年 - パウル・マイゼン、フルート奏者（* 1933年）
- 2020年 - 小林敏宏、実業家、元パロマ社長（* 1937年）
- 2020年 - 李振盛、写真家（* 1940年）
- 2021年 - ジョン・マカフィー、コンピュータプログラマ、マカフィー創業者（* 1945年）
- 2022年 - 渡辺宙明、作曲家（* 1925年）
- 2022年 - 趙淳、経済学者、政治家、ソウル大学校名誉教授、民選初代ソウル特別市長（* 1928年）
- 2022年 - 六代目澤村田之助、歌舞伎役者（* 1932年）
- 2022年 - エルンスト・ヤコビ、俳優（* 1933年）
- 2023年 - 栗山昌良、演出家（* 1926年）
- 2023年 - 丹羽厚悦、銀行家、元山形銀行頭取（* 1930年）
- 2023年 - ポール・デ・セネバル、作曲家、音楽プロデューサー（* 1933年）
- 2023年 - フレデリック・フォレスト、俳優（* 1936年）
- 2024年 - 日野哲也、実業家、元ノリタケカンパニーリミテド社長（* 1930年）
- 2024年 - 藤吉敏生、実業家、元日刊工業新聞社社長（* 1932年）
- 2025年 - レア・マッサリ、女優、歌手（* 1933年）
- 2025年 - カーロス・エリオット、軍人、プロボクサー、元日本スーパーウェルター級王者、元OPBFスーパーウェルター級王者（* 1962年）

### 人物以外（動物など）
- 2006年 - ハリエット、世界最長寿のガラパゴスゾウガメ（* 1830年頃）

## 記念日・年中行事

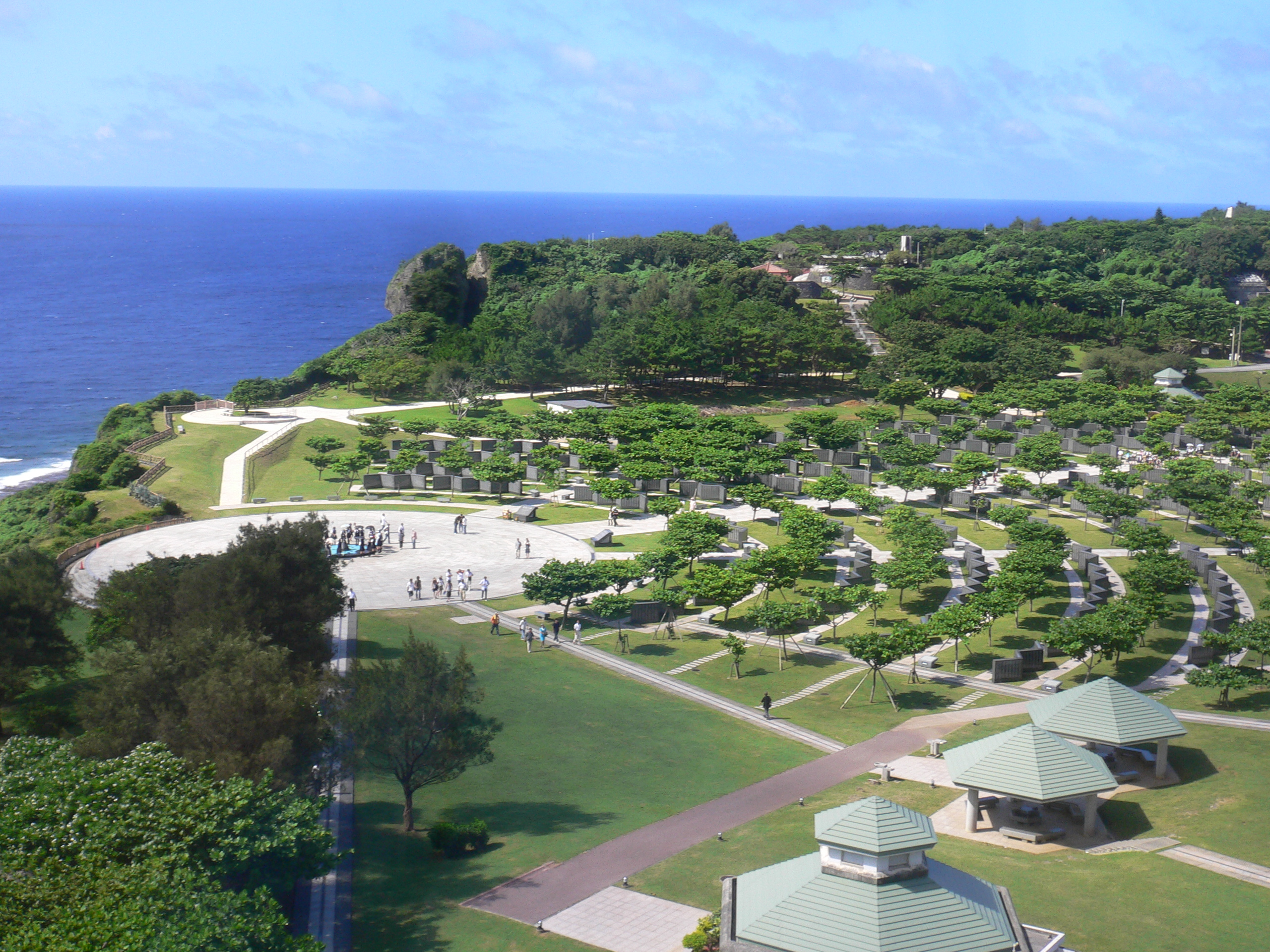
沖縄慰霊の日。画像は1995年同日に建立された「平和の礎」

- 慰霊の日（ 日本 沖縄県）
1945年6月23日に沖縄戦における組織的な戦闘が終結したことから。
- 国連パブリック・サービス・デー（英語版）（ 世界）
国際デーの一つ。2002年の国連総会で制定。国連加盟各国に対し、この日には公共サービスが開発に果たす役割を周知するよう求めている。
- 大公誕生日（英語版）（ ルクセンブルク）
ルクセンブルクの国家元首であるルクセンブルク大公の誕生日を公式に祝う日。大公アンリの実際の誕生日は4月16日であるが、誕生日の祝日は6月23日になっている。
- 戦勝記念日（ エストニア）
1919年のこの日、エストニア独立戦争でエストニア軍がバルト連合公国軍に勝利したことを記念。
- オリンピックデー
1894年6月23日に国際オリンピック委員会が設立されたことに由来。
- 禿山の一夜（ ロシアの民話）
禿山に地霊チェルノボグが現れ、手下の魔物や幽霊、精霊達と大騒ぎするが、夜明けとともに消え去る。ムソルグスキーの交響詩で名高い。
- 父の日（ ポーランド、 ニカラグア）